# Jenna Marbles
Jenna Marbles (* 15. September 1986 in Rochester, New York, bürgerlich Jenna Nicole Mourey) ist eine US-amerikanische Webvideoproduzentin.

## Leben
Marbles wuchs in ihrem Geburtsort Rochester, New York, auf, wo sie ihren Schulabschluss an der Brighton Highschool im Jahre 2004 absolvierte. Anschließend besuchte sie die Suffolk University, wo sie ihren Bachelor of Science in Psychologie machte. Marbles startete ihre Karriere bei dem satirischen Lifestyle-Blog Barstool Sports.
Seit 2015 lebt Marbles vegan.
Im November 2022 heiratete Marbles den YouTuber Julien Solomita, mit dem sie seit 2013 liiert ist. Die beiden leben in kalifornischen Santa Monica zusammen mit ihren vier Hunden, die regelmäßig in ihren Videos zu sehen sind.

## YouTube-Karriere
Die Anzahl der Aufrufe von Marbles' Video How To Trick People Into Thinking You're Good Looking (dt.: „Wie man Menschen dazu bringt, zu denken, man würde gut aussehen“) wuchs schon nach einer Woche auf über 5 Millionen. Ihr Video How To Avoid Talking To People You Don't Want To Talk To (dt.: „Wie man Gespräche mit Menschen, mit denen man nicht reden will, vermeidet“) war Teil der New Yorker Zeitschrift New York Times und den ABC News, in denen sie sagte:

„Ich hab die Nase voll von Kerlen, die denken, nur, weil ich mich bei einem Club oder einer Bar zeige, dass ihre Genitalien meinen Hintern berühren müssen.“

Das Video erreichte am 6. Oktober 2013 etwa 32 Millionen Aufrufe. Mourey nahm das Pseudonym Jenna Marbles an, nachdem sich ihre Mutter beschwert hatte, der Google-Suchbegriff „Mourey“ führe nur zu Jennas Videos. Jennas Mutter war arbeitslos, als Jennas erstes Video Bekanntheit erlangte und befürchtete, dass der Inhalt potenzielle Arbeitgeber abschrecken könnte. Der Name „Marbles“ leitet sich vom Namen ihres Hundes, Mr. Marbles, ab.
Marbles erschien als Eva in Staffel 2 von Epic Rap Battles of History, Episode 13 „Adam vs. Eve“. Sie spielte eine Banane in The Annoying Orange in der Episode „Fake n' Bacon“. Sie spielte Miley Cyrus in einem „Wrecking Ball“-inspirierten Segment des offiziellen Jahresrückblicks von YouTube Rewind im Jahr 2013. Am 30. Januar 2014 erschien sie in der vierten Staffel von Ridiculousness.
Marbles hatte 2015 einen Auftritt als sie selbst in Smosh: The Movie. Im Jahr 2015 enthüllte Marbles bei Madame Tussauds in New York eine Wachsfigur von sich selbst. Sie war der erste YouTube-Star, der bei Madame Tussauds verewigt wurde, und ihre Figur ist an diesem Ort die erste Wachsfigur, die eine Selfie machende Pose einnimmt.
Marbles macht wöchentlich einen Podcast mit ihrem Freund Julien Solomita. Der Podcast trägt den Titel „The Jenna Julien Podcast“ (früher „The Jenna and Julien Podcast“ genannt).
Am 25. Juni 2020 erklärte Marbles in einem YouTube-Video, auf unbestimmte Zeit keine neuen Inhalte mehr auf ihrem Kanal publizieren zu wollen. Viele ihrer älteren YouTube-Inhalte hatte sie zuvor schon auf nicht mehr öffentlich abrufbar geändert, es finden sich dort nunmehr hauptsächlich Videos aus der jüngeren Vergangenheit mit Schwerpunkt auf Lifestyle und DIY. Marbles war zuvor Ziel eines im englischsprachigen Raum als cancel culture bekannten Phänomen geworden, das „die systematische Boykottierung und ‚Annullierung‘ einer Person [verfolgt], die durch zweifelhafte Aussagen oder diskriminierende Handlungen auf sich aufmerksam gemacht hat“. Marbles entschuldigte sich in ihrer zuletzt hochgeladenen Stellungnahme beispielsweise für ein Video aus dem Jahr 2011, in dem sie in einer Nicki-Minaj-Parodie Blackfacing betrieben hatte.

## Marketing
Mourey veröffentlichte eine Serie von Hundespielzeug namens „Kermie Worm & Mr. Marbles“. Sie verkauft außerdem Gegenstände mit ihren bekanntesten Zitaten darauf (wie z. B.: „what are this“).